# Jason Hunter
Jason Terrell Hunter (Charlotte, 28 agosto 1983) è un giocatore di football americano statunitense che gioca nel ruolo di defensive end per gli Oakland Raiders della National Football League (NFL). Al college giocò a football all'Appalachian State University.

## Carriera universitaria
Nei 4 anni con gli Appalachian State Mountaineers vinse i seguenti premi:
- First-Team All-SoCon

2005
- Second-Team I-AA All-American

2005

## Carriera professionistica

### Green Bay Packers
Hunter firmò come free agent con i Green Bay Packers dopo non esser stato scelto nel draft NFL 2006. Debuttò come professionista il 24 settembre dello stesso anno contro i Detroit Lions. Nella sua stagione da rookie recuperò un importante onside kick. Nel 2007 divenne un giocatore importante per gli special team, recuperando un fumble e totalizzando 15 tackle.
Nella settimana 11 del 2008 contro i Chicago Bears ritornò un fumble di 55 yards in touchdown. Il 16 marzo 2009 rifirmò con i Packers, ma il 4 maggio venne svincolato. Con Green Bay giocò in totale 42 partite, nessuna delle quali come titolare.

### Detroit Lions
Due giorni dopo firmò con i Lions per un anno a 1,010 milioni di dollari. Totalizzò 14 partite di cui 9 da titolare nel ruolo di defensive end. Il 23 marzo 2010 firmò un contratto annuale per 1,759 milioni di dollari, ma il 16 agosto venne rilasciato.

### Denver Broncos
Il 20 agosto 2010 firmò un contratto biennale per un valore di 1,495 milioni di dollari con i Denver Broncos. Nel suo primo anno giocò 16 partite di cui 12 da titolare nel nuovo ruolo di outside linebacker. Nella stagione 2011 giocò 16 partite di cui 2 da titolare ritornando nel ruolo di defensive end.
Il 29 marzo 2012 firmò un altro anno per 700.000 dollari, ma a causa di un infortunio al tricipite saltò l'intera stagione.

### Oakland Raiders
Il 13 marzo 2013 dopo esser diventato free agent firmò un contratto annuale del valore di 840.000 dollari. Nella prima settimana contro gli Indianapolis Colts mise a segno il suo primo sack stagionale di 13 yard ai danni di Andrew Luck su una situazione di quarto&1 nella metà campo dei Raiders. Nella settimana 3 contro i Denver Broncos recuperò un fumble ritornandolo per 15 yard.

## Statistiche
| Partite totali                 | 91  |
| Partite da titolare            | 26  |
| Tackle totali                  | 148 |
| Sack                           | 13  |
| Intercetti                     | 1   |
| Fumble forzati                 | 3   |
| Fumble recuperati              | 7   |
| Touchdown su fumble recuperati | 1   |
| Passaggi deviati               | 7   |

Statistiche aggiornate al 25 settembre 2013